# Ugo Liberatore
Ugo Liberatore (* 26. September 1927 in San Valentino in Abruzzo Citeriore; † 21. Januar 2012 in Pescara) war ein italienischer Drehbuchautor und Filmregisseur.

## Leben
Liberatore schrieb ab 1958 zahlreiche Drehbücher für Genrefilme, oft für Sandalenfilme, aber auch anspruchsvollere Werke für Damiano Damiani, Pasquale Festa Campanile oder Mauro Bolognini. 1967 und 1968 inszenierte er zwei Filme, die Schwierigkeiten mit der Zensur bekamen, von denen aber v. a. Bora Bora ein immenser Publikumserfolg darstellte. In diesen Werken war er Vorreiter für die Darstellung erotischer Szenen und des Geschlechtsaktes im Film, die er mit aktuellen Problemen der Zeit wie Drogenkonsum mixte. Nach weniger erfolgreichen Filmen, die dieses Konzept zurückhaltender wiederholten, und dem Horror-Thriller Schwarzes Venedig kehrte Liberatore 1977 zu Arbeiten als Autor zurück.

## Filmografie (Auswahl)

### Drehbuch
- 1960: Rasputin, der Dämon von Petersburg (L'ultimo zar)
- 1960: Die Mühle der versteinerten Frauen (Il mulino delle donne di pietra)
- 1961: Der Kampf um Troja (La guerra di Troia)
- 1961: Die Herrin von Atlantis (Antinea, l’amante della città sepolta)
- 1962: Insel der verbotenen Liebe (L'isola di Arturo)
- 1963: Die Nackte (La noia)
- 1965: Per un dollaro di gloria
- 1966: Die Trampler (Gli uomini dal passo pesante)
- 1967: Die Grausamen (I crudeli)
- 1967: Mehr tot als lebendig (Un minuto per pregare, un istante per morire)
- 1973: Tödlicher Haß (Tony Arzenta)
- 1984: Cinderella ’80 (Cenerentola ’80)

### Regie
- 1967: Das Geschlecht der Engel (Il sesso degli angeli)
- 1968: Bora Bora (Bora Bora)
- 1977: Schwarzes Venedig (Nero veneziano)